# Обсада на Сантяго де Куба
Обсадата на Сантяго де Куба е последната голяма операция от Испано-американската война на остров Куба.

## Кампания в Сантяго
Основната цел на нахлуването на Пети американски армейски корпус в Куба е превземането на град Сантяго де Куба. Американските сили отблъсват първата отбранителна линия на испанците в битката при Лас Гуасимас, след което генерал Арсенио Линарес изтегля войските си обратно към главната отбранителна линия срещу Сантяго покрай хълма Сан Хуан. В битката при хълма Сан Хуан американските сили превземат испанската позиция. В битката при Ел Кани същия ден американските сили превземат укрепената испанска позиция и след това успяват да разширят фланга на САЩ на хълма Сан Хуан. Унищожаването на испанския флот в битката при Сантяго де Куба позволява на силите на САЩ безопасно да обсадят града.

## Обсадата
На 3 юли 1898 г., същия ден от морската битка, генерал-майор Уилям Шафтър започва обсадата на Сантяго. Шафтър укрепя позицията си на хълма Сан Хуан. Дивизията на генерал Хенри Лоутън се придвижва нагоре от Ел Кани, разширявайки десния фланг на САЩ на север. На северозапад кубинските революционери под командването на Каликсто Гарсия разширяват линията на САЩ до залива. Генерал Арсенио Линарес е тежко ранен в битката при хълма Сан Хуан и е заменен от генерал Хосе Веласкес. Испанците също имат германски военни съветници, които им помагат да окомплектоват и управляват артилерията си. Веласкес има добра отбранителна позиция и Шафтър знае, че ще понесе сериозни загуби от челна атака. Всички испански кораби са унищожени, което показва причината за капитулацията.
Американците започват обсадата на града. Американската артилерия, разположена на височините обстрелва града, докато американските сили, подкрепяни от кубинските революционери, спира всички доставки на вода и храна за града. На 3 юли колона за помощ успява да си пробие път през революционерите на Гарсия и с подкреплението силите на Веласкес достигат до общо 13 500. На 4 юли е прието прекратяване на огъня за евакуиране на приблизително 20 000 граждани от града. Също така на 4 юли, четири .30 армейски оръдия Гатлинг на лейтенант Джон Паркър са преместени във Форт Каноза в подкрепа на обсадата, както и оръдие с динамит и шестнадесет полеви оръдия. През следващите тринадесет дни Гатлинг са използвани за стрелба 6000 до 7000 пъти по град Сантяго, причинявайки много жертви.
На 8 юли Веласкес предлага да предаде Сантяго, ако войските му могат да бъдат евакуирани в Олгин. Вашингтонските ръководители не приемат предложението и примирието приключва на 10 юли. Шафтър е притиснат от времето, тъй като заболява от жълта треска. Шафтър и ВМС на САЩ под командването на Уилям Сампсън продължават да бомбардират града с малък резултат. Генерал Майлс пристига на 11 юли заедно с няколко полка, осем полеви оръдия и осем леки минохвъргачки.

## Предаване
Всички замесени искат бърз край на обсадата и в 09:00 ч. на 13 юли Веласкес, Шафтър, Майлс и Джоузеф Уилър се срещат под голямо дърво между фронтовата линия, за да обсъдят условията за предаване. Американците лансират предложението на министъра на войната Ръсел Елджър да репатрира испанския гарнизон в Испания.
Шафтър разчита на отличните познания на испански език на своя приятел д-р Джордж Гудфелоу, за да помогне в преговорите за окончателното предаване след битката при хълма Сан Хуан. Гудфелоу приписва част от успеха си на бутилка "стар ечемик", която държи под ръка в медицинския си комплект и която правилно предписва на себе си и на испанския генерал Веласкес, придавайки по-приятна атмосфера на конференцията.
На 16 юли, след като и двете правителства се съгласяват с условията на капитулация ("предаване" е избегнато), при което Веласкес предава гарнизона си и всички войски в дивизията на Сантяго, допълнителни 9000 войници. Испанците също отстъпват Гуантанамо и Сан Луис. Испанските войски напускат Сантяго на 17 юли.

## Последица
Обсадата ефективно слaga край на големите битки в Куба, но войната все още не е приключила. Жълтата треска се е разпространила в американската армия преди капитулацията и около 4000 американски войници са болни от малария, жълта треска и дизентерия до 28 юли. Много офицери, особено Теодор Рузвелт се борят за извеждането на армията от Куба. Пети армейски корпус е отзован и изпратен в лагера Уикоф, където от 20 000 мъже, изпратени там, само 257 умират от жълто треска или малария.
Корабът на Червения кръст, „City of Texas“, с Клара Бартън на борда е първият кораб в пристанището на Сантяго. Направени са планове за голямо нападение срещу Хавана, но следващата голяма кампания от войната е срещу Пуерто Рико, водена от генерал Майлс.